# Maki F101
Der Maki F101 (jap. マキ・F101) war ein japanischer Formel-1-Rennwagen, der 1974 von Maki Engineering entwickelt wurde. Der Wagen wurde 1974 und 1975 zu sieben Läufen der Formel-1-Weltmeisterschaft gemeldet, qualifizierte sich aber zu keinem Rennen.

## Hintergrund
Maki war nach Honda (1964 bis 1968) das zweite japanische Motorsportteam, das mit selbst konstruierten Fahrzeugen in der Formel 1 antrat. Initiatoren des Maki-Projekts waren die japanischen Ingenieure Kenji Mimura und Masao Ono. Keiner von ihnen hatte Erfahrung in der Konstruktion von Monopostos. Im Sommer 1973 begannen Mimura und Ono mit den Planungen für ihr erstes Formel-1-Auto. In den folgenden Monaten entstand nach Onos Entwürfen in Japan ein erstes Chassis. Im Dezember 1973 eröffnete Maki einen Stützpunkt im südenglischen Slough. Es handelte sich hierbei um die Werkstatt des neuseeländischen Rennfahrers Howden Ganley, den Mimura als einen der Werksfahrer des neuen Teams verpflichtet hatte. Hier entstanden nach dem Muster von Onos Konstruktion drei weitere Chassis. Zwei von ihnen wurden zu Rennzwecken verwendet, die beiden übrigen wurden als Ersatzteile vorgehalten.

## Konstruktion
Der Maki F101 war ein „herkömmlicher Baukastenwagen“, der zahlreiche Komponenten verschiedener Zulieferbetriebe verwendete: Der Motor war ein DFV-Achtzylinder von Cosworth, das Getriebe kam von Hewland (Typ FGA), die Kraftstoffeinspritzung von Lucas, die Bremsen von Lockheed und die Stoßdämpfer von Koni. Größtes Problem des F101 war sein Gewicht. Er wog je nach Quelle 620 kg oder 700 kg. Damit lag er weit über dem Gewichtslimit von 575 kg. Die Karosserie des F101 wurde in ihrer ersten Version als sehr klobig empfunden. Der erste F101 hatte einen sehr breiten Frontspoiler, der höher als die Vorderreifen war, eine lange Windschutzscheibe und breite, zerklüftete Seitenkästen, die ebenfalls die Höhe der Reifen erreichten. Die Motorhaube war an Scharnieren befestigt und konnte nach vorn aufgeklappt werden.
Vor dem ersten Renneinsatz überarbeiteten Mimura und Ono den F101 erheblich. Dabei reduzierten sie das Gewicht des Autos um etwa 30 kg. Auch die Form der Karosserie wurde neu gestaltet. Ein flacher Frontflügel ersetzte den hohen Frontspoiler, den einige Beobachter für nicht reglementkonform hielten, ferner wurden die Seitenkästen verkleinert, und an die Stelle der großen Motorhaube trat eine Lufthutze, die mit einer Halteklammer am Überrollbügel befestigt war. Die Änderungen gingen weitgehend auf Howden Ganley zurück. Nach der Überarbeitung erhielt das Auto die Bezeichnung Maki F101B.
Eine leicht überarbeitete Version für das Jahr 1975 wurde als Maki F101C bezeichnet. Einige Quellen gehen davon aus, dass für den FC101C ein neues Chassis verwendet wurde, andere meinen, der zuvor bei einem Unfall beschädigte F101B habe nach der Reparatur als Basis für den F101C gedient.
Beobachter hielten den Maki F101 für eine nicht konkurrenzfähige und gefährliche Konstruktion. In der Boxengasse von Brands Hatch, wo der Rennwagen beim Großen Preis von Großbritannien 1974 debütierte, kamen Zweifel an der Ernsthaftigkeit des Projekts auf: Bernie Ecclestone meinte, so, wie der Maki gebaut war, würde man eigentlich nicht einmal einen Wassertank konstruieren.

## Renneinsätze

### 1974
Maki meldete sich erstmals zum Großen Preis von Monaco 1974; die Meldung wurde allerdings nicht akzeptiert. Das Team debütierte daraufhin im Juli 1974 beim Großen Preis von Großbritannien. Alleiniger Fahrer war Howden Ganley; der Plan, ein zweites Auto für einen japanischen Fahrer einzusetzen, ließ sich nicht realisieren. Beim Debütrennen in Brands Hatch hatte Ganley keine Chance, den Wagen für das Rennen zu qualifizieren. Ganley war im Qualifikationstraining knapp vier Sekunden langsamer als Niki Lauda im Ferrari 312B3. Im Training zum Großen Preis von Deutschland hatte Ganley einen schweren Unfall, bei dem er sich beide Knöchel brach und der Wagen zerstört wurde. Nach dem Unfall beendete Ganley seine Formel-1-Karriere. Maki versuchte, den australischen Rennfahrer Dave Walker für den Großen Preis von Italien 1974 zu verpflichten; die Pläne ließen sich allerdings nicht verwirklichen.

### 1975

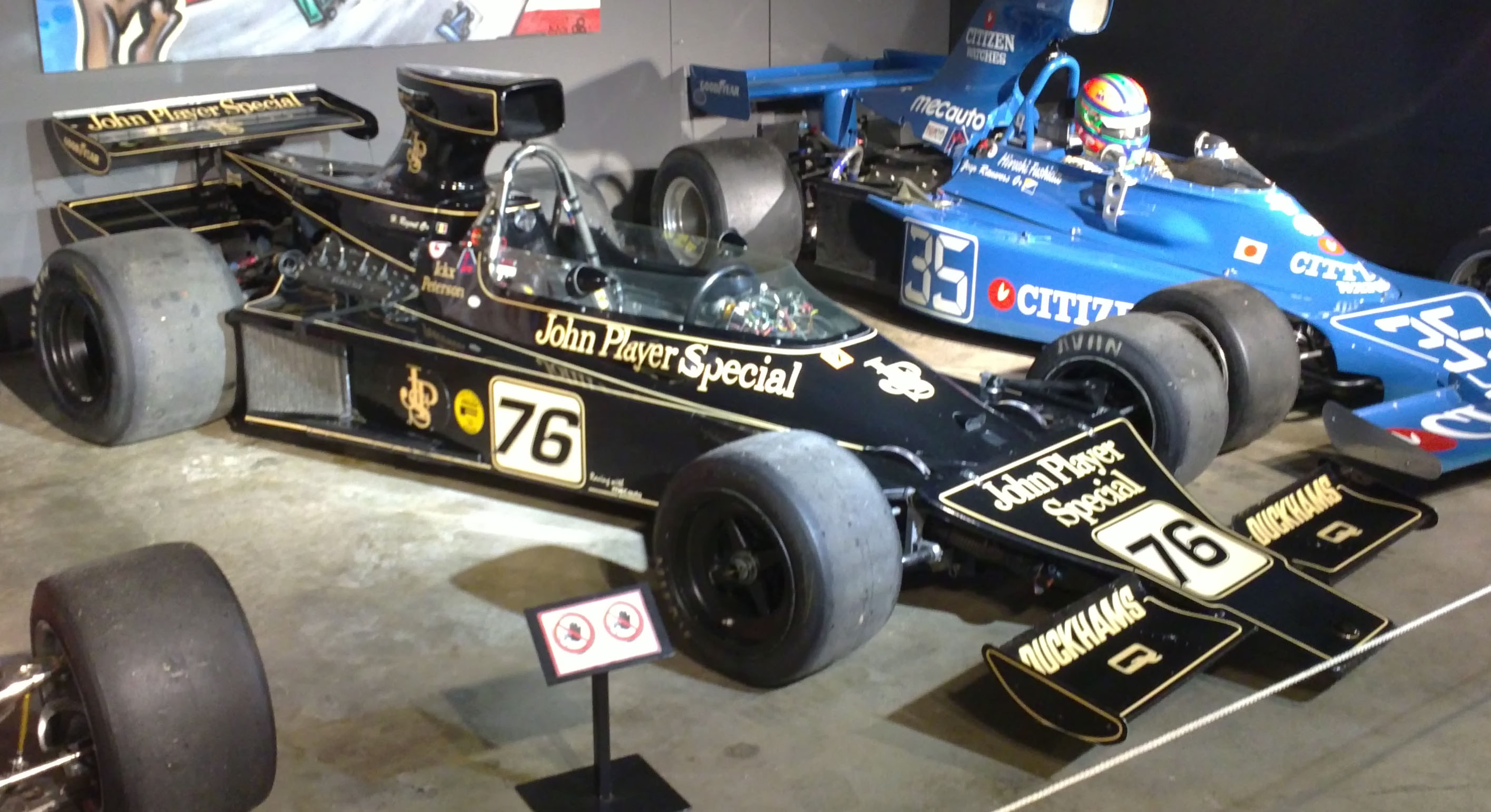
Maki F101C (im Hintergrund, Startnummer 35)

In der Formel-1-Saison 1975 kehrte Maki mit dem nun als F101C bezeichneten Auto an die Rennstrecken zurück. Der F101C war blau lackiert und trug Sponsoraufkleber von Citizen. Vor Saisonbeginn testeten Shotetsu Arai, Dave Walker und Brian McGuire den F101C. Daraufhin verpflichtete Maki den Australier Walker für die ersten Rennen des Jahres.
Maki meldete den F101C für Walker zum Großen Preis von Belgien in Zolder. Walker kam vereinbarungsgemäß zur Rennstrecke, Maki erschien aber nicht. Auch die Meldung zum Großen Preis von Schweden wurde nicht umgesetzt. Letztlich erschien das Team erst zum Großen Preis der Niederlande in Zandvoort. Fahrer war hier der japanische Debütant Hiroshi Fushida. In Zandvoort war Fushida automatisch zum Rennen qualifiziert, da sich nur 25 Fahrer um die 26 zugelassenen Startplätze bewarben. Fushida nahm gleichwohl nicht am Rennen teil: Im freien Freitagstraining überdrehte er den Cosworth-Motor. Das Team konnte den Motor nicht reparieren und verfügte auch nicht über ein Ersatztriebwerk. Daraufhin musste es das Rennen auslassen. Beim Großen Preis von Großbritannien verpasste Fushida die Qualifikation klar: Hier war er sieben Sekunden langsamer als der Polefahrer Tom Pryce (Shadow). Für eine Qualifikation fehlten nahezu vier Sekunden.
Danach übernahm Tony Trimmer das Auto. Auch er qualifizierte sich nicht zu einem Weltmeisterschaftslauf. Lediglich beim nicht zur Weltmeisterschaft zählenden Großen Preis der Schweiz, zu dem nur 16 Autos gemeldet waren, war der F101C am Start. Tony Trimmer, der als letzter ins Rennen ging, erreichte mit sechs Runden Rückstand auf den Sieger den 13. Rang. Es blieb der einzige Rennstart für einen F101.
1976 wurde der F101 durch den F102A ersetzt.

## Rennergebnisse in der Formel 1
| Fahrer                           | Nr.                              | 1 | 2 | 3 | 4 | 5 | 6 | 7 | 8   | 9 | 10  | 11  | 12  | 13  | 14 | 15 | Punkte | Rang |
| -------------------------------- | -------------------------------- | - | - | - | - | - | - | - | --- | - | --- | --- | --- | --- | -- | -- | ------ | ---- |
| Automobil-Weltmeisterschaft 1974 | Automobil-Weltmeisterschaft 1974 |   |   |   |   |   |   |   |     |   |     |     |     |     |    |    | 0      | —    |
| H. Ganley                        | 25                               |   |   |   |   |   |   |   |     |   | DNQ | DNQ |     |     |    |    | 0      | —    |
| Automobil-Weltmeisterschaft 1975 | Automobil-Weltmeisterschaft 1975 |   |   |   |   |   |   |   |     |   |     |     |     |     |    |    | 0      | —    |
| H. Fushida                       | 35                               |   |   |   |   |   |   |   | DNQ |   | DNQ |     |     |     |    |    | 0      | —    |
| T. Trimmer                       | 35                               |   |   |   |   |   |   |   |     |   |     | DNQ | DNQ | DNQ |    |    | 0      | —    |

| Legende  | Legende            | Legende                                                          |
| Farbe    | Abkürzung          | Bedeutung                                                        |
| -------- | ------------------ | ---------------------------------------------------------------- |
| Gold     | –                  | Sieg                                                             |
| Silber   | –                  | 2. Platz                                                         |
| Bronze   | –                  | 3. Platz                                                         |
| Grün     | –                  | Platzierung in den Punkten                                       |
| Blau     | –                  | Klassifiziert außerhalb der Punkteränge                          |
| Violett  | DNF                | Rennen nicht beendet (did not finish)                            |
| Violett  | NC                 | nicht klassifiziert (not classified)                             |
| Rot      | DNQ                | nicht qualifiziert (did not qualify)                             |
| Rot      | DNPQ               | in Vorqualifikation gescheitert (did not pre-qualify)            |
| Schwarz  | DSQ                | disqualifiziert (disqualified)                                   |
| Weiß     | DNS                | nicht am Start (did not start)                                   |
| Weiß     | WD                 | zurückgezogen (withdrawn)                                        |
| Hellblau | PO                 | nur am Training teilgenommen (practiced only)                    |
| Hellblau | TD                 | Freitags-Testfahrer (test driver)                                |
| ohne     | DNP                | nicht am Training teilgenommen (did not practice)                |
| ohne     | INJ                | verletzt oder krank (injured)                                    |
| ohne     | EX                 | ausgeschlossen (excluded)                                        |
| ohne     | DNA                | nicht erschienen (did not arrive)                                |
| ohne     | C                  | Rennen abgesagt (cancelled)                                      |
| ohne     | keine WM-Teilnahme |                                                                  |
| sonstige | P/fett             | Pole-Position                                                    |
| sonstige | 1/2/3/4/5/6/7/8    | Punktplatzierung im Sprint-/Qualifikationsrennen                 |
| sonstige | SR/kursiv          | Schnellste Rennrunde                                             |
| sonstige | *                  | nicht im Ziel, aufgrund der zurückgelegten Distanz aber gewertet |
| sonstige | ()                 | Streichresultate                                                 |
| sonstige | unterstrichen      | Führender in der Gesamtwertung                                   |